# Streptawidyna
Streptawidyna, streptoawidyna – tetrameryczne białko o masie około 60 kDa. Punkt izoelektryczny streptawidyny jest bliski obojętnemu pH (czyli około 7), co czyni ją bardziej użyteczną od awidyny. 
Uzyskuje się ją z bakterii Streptomyces avidinii. Znalazła zastosowanie w biotechnologii do oczyszczania białek.
Działa jak awidyna, wiążąc niekowalencyjnie biotynę.